# Olkhovka (Sakhalín)
|  | Per a altres significats, vegeu «Olkhovka». |

Olkhovka (en rus: Ольховка) és un poble de l'óblast de Sakhalín, a l'Extrem Orient de Rússia, que el 2013 tenia 338 habitants. Pertany al districte d'Uglegorsk.